# Artabotrys fragrans
Artabotrys fragrans är en kirimojaväxtart som beskrevs av Suzanne Ast. Artabotrys fragrans ingår i släktet Artabotrys och familjen kirimojaväxter. Inga underarter finns listade i Catalogue of Life.